# Садова (зупинний пункт, Жмеринська дирекція Південно-Західної залізниці)
Садо́ва — пасажирський залізничний зупинний пункт Жмеринської дирекції Південно-Західної залізниці на електрифікованій лінії Жмеринка — Журавлівка між станціями Жмеринка (2 км) та Ярошенка (13 км). Розташований у південній частині міста Жмеринка Вінницької області.

## Пасажирське сполучення
На платформі Садова зупиняються приміські електропоїзди. Частина приміських електропоїздів не зупиняється на платформі Садова в зимовий період. Посадку є можливість здійснити на зупинному пункті Жуківці або на головному вокзалі міста Жмеринки. Навесні зупинка для електропоїздів відновлюється.